# Физкультура и спорт (издательство)
«Физкультура и спорт» (сокращённо: ФиС) — центральное советское (затем российское) издательство по выпуску литературы по физической культуре и спорту. Основано в 1923 году в Москве. Входило в систему Государственного комитета Совета Министров СССР по делам издательств, полиграфии и книжной торговли.

## История
Основано в 1923 году в Москве как Издательство Высшего совета физической культуры. В 1925 году переименовано в «Физкультиздат». В 1927 году получило название «Физкультура и спорт». C 1930 по 1938 год имело наименование «Физкультура и туризм».
Первоначально, до 1960-х, годом создания издательства считался 1930 год. В третьем издании «Большой советской энциклопедии» 1970-х годов и более поздних справочниках указывался уже 1923 год.
С 1931 года действовало в составе ОГИЗ РСФСР. В 1950-х входило в систему Центрального Совета Союза спортивных обществ и организаций СССР (ЦС ССО и О). Затем в системе Госкомиздата СССР.
Имело 2 сектора: книжный и журнальный. Книжный сектор состоял из четырёх редакций, выпускающих литературу по общим вопросам физической культуры, основным и прикладным видам спорта и популярно-массовую литературу, включавшую в себя руководства для самостоятельных занятий физкультурой, по подготовке и сдаче норм ГТО; книги, посвящённые туризму, рыболовству, охоте, шахматам («По родным просторам», «Начинающему рыболову», «Молодому охотнику», «Выдающиеся шахматисты мира»); альманахи «Рыболов-спортсмен», «Охотничьи просторы» и другое.
С 1930 по 1960 издательство выпустило более 5 тысяч названий книг тиражом более 100 млн экземпляров. 5 ноября 1973 года Указом Президиума Верховного Совета СССР «за плодотворную работу по изданию спортивной литературы и большой вклад в развитие физкультурного движения в стране» издательство «Физкультура и спорт» награждено орденом «Знак Почета».
Литературу по физическому воспитанию и спорту в эти годы выпускали также издательства «Время», «Советская Россия», ДОСААФ, Профиздат, Медгиз, «Молодая гвардия» и другие, а также некоторые республиканские и областные издательства.
В системе Госкомиздата СССР в 1980-х гг. издательство входило в главную редакцию общественно-политической литературы. В 1979—1990 гг. показатели издательской деятельности издательства были следующие:
|                                       | 1979    | 1980    | 1981    | 1985     | 1987     | 1988     | 1989     | 1990    |
| ------------------------------------- | ------- | ------- | ------- | -------- | -------- | -------- | -------- | ------- |
| Кол-во книг и брошюр, печатных единиц | 157     | 180     | 141     | 171      | 137      | 100      | 81       | 64      |
| Тираж, млн экз.                       | 7,5267  | 8,7014  | 7,3051  | 15,6052  | 15,3356  | 10,4168  | 9,352    | 7,3415  |
| Печатных листов-оттисков, млн         | 71,3914 | 72,8061 | 68,2471 | 136,5801 | 153,0311 | 123,5033 | 112,6376 | 104,450 |

## Серии книг издательства
- 1924—1925 (13 изданий) — Библиотека физкультуры
- 1930—1931 (06 изданий) — Библиотечка физкультурника-массовика
- 1930—1931 (12 изданий) — Физкультура в массы. Маленькая библиотека
- 1930—1933 (97 изданий) — Библиотека пролетарского туриста
- 1930—1990 (54 изданий) — Библиотечка шахматиста
- 1934—1935 (04 изданий) — Физкультурно-массовая работа с детьми зимой
- 1936—1937 (06 изданий) — Библиотека начинающего физкультурника
- 1937—1941 (06 изданий) — В помощь физкультурнику-колхознику
- 1939—1941 (07 изданий) — Программы для детских спортивных школ
- 1939—1941 (19 изданий) — Библиотека колхозника-физкультурника
- 1941—1941 (12 изданий) — Футбольная Команда мастеров
- 1946—1976 (47 изданий) — В помощь инструктору-общественнику
- 1949—1979 (21 издание) — Спорт в СССР
- 1950—1951 (05 изданий) — В помощь общественному инструктору физкультуры
- 1950—1991 (48 изданий) — Охотничьи просторы
- 1950—1991 (51 издание) — Рыболов-спортсмен
- 1952—1957 (26 изданий) — Библиотечка сельского коллектива физической культуры
- 1957—1958 (20 изданий) — Библиотечка начинающего охотника
- 1959—1989 (83 изданий) — По родным просторам
- 1961—1965 (27 изданий) — Библиотечка "Физкультура и здоровье"
- 1961—1971 (37 изданий) — Библиотечка спортсмена
- 1963—1964 (09 изданий) — Библиотечка пропагандиста физической культуры и спорта
- 1963—1970 (71 издание) — Спорт — детям
- 1965—1990 (25 изданий) — Ветер странствий
- 1965—1989 (87 изданий) — Физкультура и здоровье
- 1966—1982 (41 изданий) — Библиотечка сельского физкультурника
- 1969—1987 (33 издания) — Выдающиеся шахматисты мира
- 1969—1979 (10 изданий) — Правила соревнований
- 1969—2003 (43 изданий) — Азбука спорта
- 1971—1974 (13 изданий) — Звёзды мирового спорта
- 1971—1991 (24 изданий) — Молодому охотнику
- 1972—1982 (18 изданий) — Библиотечка физкультурного работника и активиста
- 1972—1990 (54 изданий) — Сердца, отданные спорту
- 1974—1991 (25 изданий) — Звёзды зарубежного спорта
- 1976—1983 (06 изданий) — Спорт наших друзей
- 1976—1989 (10 изданий) — Начинающему рыболову
- 1976—1989 (41 издание) — Наука — спорту
- 1979—1990 (21 издание) — Теория дебютов
- 1980—1989 (8 изданий) — Шахматные окончания
- 1980—1980 (20 изданий) — От Монреаля до Москвы
- 1984—1989 (10 изданий) — Стадион для всех

## Периодические издания
Журнальный сектор объединял работу 7 журналов и бюллетеня:
- «Физкультура и спорт»
- «Олимпийская панорама»
- «Теория и практика физической культуры»
- «Научно-спортивный вестник»
- «Лёгкая атлетика»
- «Спортивные игры»
- «Шахматы в СССР»
- «Шахматный бюллетень».

Каждый журнал имел свою редакционную коллегию.
Помимо журналов, начиная с конца 1960-х годов издательство выпускало специализированные ежегодники по видам спорта:
- Бокс
- Велосипедный спорт
- Гимнастика
- Гребной спорт
- Конькобежный спорт
- Лыжный спорт
- Плавание
- Спортивная борьба
- Теннис
- Тяжелая атлетика
- Фехтование
- Футбол
- Хоккей